# Brenerov tumor
Brenerov tumor (BT) (eng. Brenner's tumour) jedan je od retkih tumora jajnika folikularnog porekla, koji se obično javlja kod starijih žena. Skoro uvek je jednostrani fibroepiteliom jajnika, bez poznate endokrine aktivnosti. Tumor karakteriše prisustvo ostrva stratifikovanih epitelnih ćelija. Lumen tumora u nekim žarištima može biti ispunjena glomaznom masom koja podseća na degeneraciju jajnih ćelija u folikelima koji prolaze kroz proces atrezije. Skoro uvek je dobroćudan (benigan). Etiologija tumora je nepoznata.
Dijagnoza BT obično je slučajna u kliničkom nalazu ili tokom laparotomije. Patološki se može klasifikovati kao neuobičajeni površinski epitelni tumor. Prvobitno poznat kao tumor prelaznih ćelija zbog svoje histološke sličnosti sa urotelijumom, BT je obično dijagnostikovan kao jednostrani i benigni tumor, lolalizovan pretežno u jajniku (mada se vrlo retko može javiti na drugim lokacijama uključujući i testis).

## Poreklo naziva i njegova primena
Eponim — Brenerov tumor nastao je u čast Frica Brenera (Fritz Brenner 1877–1969) nemačkog hirurga koji ga je prvi opisao kao bolest 1907. godine.
Naziv Brenerov tumor za retkih tumor jajnika folikularnog porekla, prvi put je upotrebio u kliničkoj praksi Robert Majer 1932. godine.

## Epidemiologija
Ovaj ne tako čest dobroćudni tumor javlja se uglavnom kod žena između 30. i 70. godine života, sa naglim skokom oko 50. godine života.
Pretežno se javlja jednostrano, dok je obostrano prisutan kod 7% bolesnica. Može nastati sinhrono sa mucinoznim cistadenomom. 
Maligna alteracija je opisana, ali se smatra za veliku retkost.

## Etiologija
Etiologija Brenerovog tumora jajnika za sada je nepoznata.

## Patohistologija
Brenerov tumor je načelno dobroćudni (benigni) tumor fibroepitelijalnog porekla. Po pravilu je solidne (čvrste) konzistencije i izuzetno mešovite građe. Može dostići veličinu prečnika i od 30 cm. 
Brenerov tumorumor može nastati sinhrono sa mucinoznim cistadenomom. 
Maligna alteracija Brenerovog tumora je opisana, ali se smatra za veliku retkost. Prvi put ga je opisao Mac-Naughton-Jones 1898. dok je Von Numers 1945. godine naveo prvi maligni oblik koji predstavlja 2% tumora. Na osnovu lzveštaja i 160 slučajeva navedenih u literaturi, maligni Brenerov tumor nastaje uglavnom u peri i postmenopauzi. Klinički znaci nisu specifični. Histološki pregled postavlja problem izbora histoloških malignih kriterijuma. Metastaze se javljaju u polovini slučajeva. Oni su uglavnom loko-regionalni.
- Mikrografija: patohistološke promene u tkivu Brenerovog tumora

## Dijagnoza
Dijagnoza tumora je laka jer je njegova konzistencija čvrsta, a mikroskopska slika dobro prepoznatljiva. Tumor je spolja lobularne površina, koja je sivožućkasto prebojena, tako da se već po izgledu tumorske mase može postaviti korektna dijagnoza.
Primenom kolor dopler ultrasonografije dijagnoza bolesti se na jednostavan i neinvazivan način brzo i pouzdano postavlja.

## Klinička slika
Simptomatologija tumora je slična onoj kod ostalih tumora jajnika:
- nadimanje
- karlični ili trbušni bol
- teškoće prilikom jela (osećaj sitosti ubrzo nakon započinjanja obroka)
- simptomi infekcije urinarnog trakta (nagla potreba za mokrenjem ili često mokrenje)

## Terapija
Lečenje je operativno, dok je efikasnost aditivnog tretmana diskutabilna.

## Galerija
- Brenerov tumor sa označenim jezgrima u obliku zrna kafe
- Brennerov tumor sa mikrocistama
- Brenner tumor visokog maligniteta

## Literatura
- J. V. Ricci (1945). One Hundred Years of Gynecology. Philadelphia: Blackiston..

## Spoljašnje veze
|  | Molimo Vas, obratite pažnju na važno upozorenje u vezi sa temama iz oblasti medicine (zdravlja). |